# Copa CECAFA Sub-20 2022
La Copa CECAFA Sub-20 de 2022 fue la 14.ª edición del campeonato regional sub-20 de la región del África del Este.
Se jugó en Sudán, del 28 de octubre al 11 de noviembre de 2022.
Esta competición sirvió como clasificación de la CECAFA para la Copa Africana de Naciones Sub-20 de 2023.

## Participantes
- Burundi
- Yibuti
- Etiopía
- Sudán del Sur
- Sudán (anfitrión)
- Tanzania
- Uganda

## Fase de grupos

### Grupo A
| Equipo        | Pts | PJ | PG | PE | PP | GF | GC | Dif. |
| ------------- | --- | -- | -- | -- | -- | -- | -- | ---- |
| Sudán         | 7   | 3  | 2  | 1  | 0  | 2  | 0  | +2   |
| Sudán del Sur | 5   | 3  | 1  | 2  | 0  | 1  | 0  | +1   |
| Burundi       | 4   | 3  | 1  | 1  | 1  | 5  | 1  | +4   |
| Yibuti        | 0   | 3  | 0  | 0  | 3  | 0  | 7  | -7   |

| Fecha                         | Lugar    |               |                          | Resultado |                          |               |
| ----------------------------- | -------- | ------------- | ------------------------ | --------- | ------------------------ | ------------- |
| 28 de octubre de 2022, 16:00  | Omdurmán | Yibuti        | Bandera de Yibuti        | 0:5       | Bandera de Burundi       | Burundi       |
| 28 de octubre de 2022, 19:00  | Omdurmán | Sudán         | Bandera de Sudán         | 0:0       | Bandera de Sudán del Sur | Sudán del Sur |
| 1 de noviembre de 2022, 16:00 | Omdurmán | Burundi       | Bandera de Burundi       | 0:0       | Bandera de Sudán del Sur | Sudán del Sur |
| 1 de noviembre de 2022, 19:00 | Omdurmán | Yibuti        | Bandera de Sudán         | 0:1       | Bandera de Sudán         | Sudán         |
| 5 de noviembre de 2022, 16:00 | Jartum   | Sudán del Sur | Bandera de Sudán del Sur | 1:0       | Bandera de Yibuti        | Yibuti        |
| 5 de noviembre de 2022, 16:00 | Omdurmán | Burundi       | Bandera de Burundi       | 0:1       | Bandera de Sudán         | Sudán         |

### Grupo B
| Equipo   | Pts | PJ | PG | PE | PP | GF | GC | Dif. |
| -------- | --- | -- | -- | -- | -- | -- | -- | ---- |
| Etiopía  | 4   | 2  | 1  | 1  | 0  | 3  | 2  | +1   |
| Uganda   | 3   | 2  | 1  | 0  | 1  | 2  | 1  | +1   |
| Tanzania | 1   | 2  | 0  | 1  | 1  | 2  | 4  | -2   |

| Fecha                         | Lugar    |          |                     | Resultado |                     |          |
| ----------------------------- | -------- | -------- | ------------------- | --------- | ------------------- | -------- |
| 29 de octubre de 2022, 18:00  | Omdurmán | Uganda   | Bandera de Uganda   | 2:0       | Bandera de Tanzania | Tanzania |
| 2 de noviembre de 2022, 18:00 | Omdurmán | Tanzania | Bandera de Tanzania | 2:2       | Bandera de Etiopía  | Etiopía  |
| 5 de noviembre de 2022, 19:00 | Omdurmán | Etiopía  | Bandera de Etiopía  | 1:0       | Bandera de Uganda   | Uganda   |

## Fase final

### Semifinales
| Fecha                          | Lugar    |         |                    | Resultado      |                          |               |
| ------------------------------ | -------- | ------- | ------------------ | -------------- | ------------------------ | ------------- |
| 8 de septiembre de 2022, 20:00 | Jartum   | Sudán   | Bandera de Sudán   | 0:2            | Bandera de Uganda        | Uganda        |
| 8 de septiembre de 2022, 20:00 | Omdurmán | Etiopía | Bandera de Etiopía | 2:2 (pen. 2:4) | Bandera de Sudán del Sur | Sudán del Sur |

### Tercer lugar
| Fecha                           | Lugar    |         |                    | Resultado |                  |       |
| ------------------------------- | -------- | ------- | ------------------ | --------- | ---------------- | ----- |
| 11 de septiembre de 2022, 16:00 | Omdurmán | Etiopía | Bandera de Etiopía | 1:2       | Bandera de Sudán | Sudán |

### Final
| Fecha                           | Lugar    |               |                          | Resultado |                   |        |
| ------------------------------- | -------- | ------------- | ------------------------ | --------- | ----------------- | ------ |
| 11 de septiembre de 2022, 19:30 | Omdurmán | Sudán del Sur | Bandera de Sudán del Sur | 1:2       | Bandera de Uganda | Uganda |

## Campeón
| Uganda         |
| Campeón Uganda |
| 5.to título    |

## Clasificación final
| Equipo | Equipo        | Pts | PJ | PG | PE | PP | GF | GC | Dif |
| ------ | ------------- | --- | -- | -- | -- | -- | -- | -- | --- |
| 1      | Uganda        | 9   | 4  | 3  | 0  | 1  | 6  | 2  | +4  |
| 2      | Sudán del Sur | 6   | 5  | 1  | 3  | 1  | 4  | 4  | 0   |
| 3      | Sudán         | 10  | 5  | 3  | 1  | 1  | 4  | 3  | +1  |
| 4      | Etiopía       | 5   | 4  | 1  | 2  | 1  | 6  | 6  | 0   |
| 5      | Burundi       | 4   | 3  | 1  | 1  | 1  | 5  | 1  | +4  |
| 6      | Tanzania      | 1   | 2  | 0  | 1  | 1  | 2  | 4  | -2  |
| 7      | Yibuti        | 0   | 3  | 0  | 0  | 3  | 0  | 7  | -7  |